# Stay in Love
Stay in Love (titolo completo: Stay in Love: A Romantic Fantasy Set to Music) è il quarto album in studio della cantante statunitense Minnie Riperton, pubblicato nel 1977.

## Tracce
Side 1
1. Young Willing and Able – 3:44 (Riperton, Rudolph, Marlo Henderson)
2. Could It Be I'm in Love – 4:17 (Minnie Riperton, Rudolph)
3. Oh Darlin' ... Life Goes On – 3:50 (Riperton, Rudolph, Freddie Perren)
4. Can You Feel What I'm Saying? – 4:17 (Riperton, Rudolph, Leon Ware)
5. Gettin' Ready for Your Love – 3:38 (Riperton, Rudolph)

Side 2
1. Stick Together – 6:18 (Riperton, Rudolph, Stevie Wonder)
2. Wouldn't Matter Where You Are – 4:00 (Riperton, Rudolph, Henderson)
3. How Could I Love You More – 4:05 (Riperton, Rudolph)
4. Stay in Love – 3:16 (Riperton, Rudolph)